# Mustard Plug
Mustard Plug — ска-панк группа из Гранд-Рапидс, Мичиган, США.
Известны своим веселым ска третьей волны. Их песни обычно включают быстрое пение, хоровые припевы, гитары с искажённым звучанием, шагающий бас и яркие духовые партии.
Образованы в 1991 году, первоначальными членами группы были Дейв Кирчгесснер, Майк Маккендрик, Колин Клайв и Энтони Вильчез.
Группа регулярно отправляется в туры по США, Европе, Японии и Южной Америке. Дважды они принимали участие в Warped Tour и частично в Ska Against Racism Tour. Они выпустили 6 полноформатных альбомов и 2 сингла.

## Текущий состав
- Дейв Кирчгесснер (вокалист)
- Брендон Дженисон (трубач)
- Джим Хофер (тромбонист)
- Нейт Кон (барабанщик)
- Колин Клайв (гитарист/вокалист)
- Рик Джонсон (басист)

## Дискография

### Альбомы
- Skapocalypse Now! (1992, Dashiki Clout)
- Big Daddy Multitude (1993, Moon Ska Records)
- Evildoers Beware! (1997, Hopeless Records)
- Pray For Mojo (1999, Hopeless Records)
- Yellow #5 (2002, Hopeless Records)
- Masterpieces: 1991—2002 (2005, Hopeless Records)
- In Black And White (2007, Hopeless Records)
- Can't Contain It (2014, No Idea Records)
- Where Did All My Friends Go? (2023, Bad Time Records)

### Синглы
- Beer Song (1995, Dashiki Clout)
- The Freshmen/You Single (1998, Hopeless Records)

### Сборники
- Operation: Punk Rock Freedom (2003, Hopeless Records/Subcity Records)
- Hopelessly Devoted to You Vol. 6 (2006, Hopeless Records)